# Список географічних об'єктів озера Байкал
|  | Службовий список статей, створений для координації робіт з розвитку теми. Це попередження не встановлюється на інформаційні списки і глосарії. |

Нижче подано повний список усіх географічних об'єктів, що розташовані на озері Байкал, або які прилягають безпосередньо до нього, окрім озер та гірських вершин на острові Ольхон → Див. Список географічних об'єктів острова Ольхон.

## Миси

### Східний берег
- Зелененький
- Біракан
- Ерекшакан
- Немнянка
- Фролова
- Лаканда (Аяя)
- Тукаларагди
- Бірая
- Хакуси
- Аман-Кіт
- Туралі
- Дубинінський
- Оргокон
- Омагачан
- Гулакан
- Шудін-Нокан (Зелененький)
- Шегнанда
- Галандікіт
- Мале Понгоньє (Балгашур)
- Понгоньє (Товстий)
- Ширакі
- Чукаг
- Урбікан
- Біракан
- Кабанячий
- Чорний
- Тоненький
- Немнянда
- Валукан (Зирянський)
- Разбор
- Самаринський
- Каркасун
- Тоненький
- Крохаліний
- Крутогубський
- Безіменний
- Іркана
- Катунь
- Кулемний
- Покойники
- Курбулік
- Горячинський
- Онгоконський
- Фертик
- Верхнє Ізголовьє
- Орловий
- Маркова
- Ритий
- Товстий
- Нижнє Ізголовьє
- Товстий
- Зелененький
- Осиновий
- Великий Макарова
- Макарова
- Чорний
- Зелений
- Білютинський
- Духовий
- Максимин
- Бученкова
- Хрестовий
- Телегіна
- Горевий Утьос
- Каткова
- Повалишина
- Безіменний
- Тонкий
- Піщаний
- Гремячинський
- Чорний Утьос
- Розсипний
- Тонкий (Сухинський)
- Островки
- Бакланячий (Кам'яний)
- Швець
- Товстий
- Облом
- Костилевський
- Хребтовський
- Середній
- Танхой
- Сніжний
- Тонкий
- Немчинова
- Утулік
- Шаманський

### Західний берег
- Курла
- Тия
- Онокочанський
- Слюдянський
- Тонкий
- Красний Яр
- Лудар
- Берла
- Красний Яр
- Товстий
- Котельниковський
- Болсодей (Молокон)
- Коврижка
- Мужинай (Кулінда)
- Велика Коса
- Мала Коса
- Хібелен
- Великий Черемшаний
- Малий Черемшаний
- Єлохин
- Північний Кедровий
- Середній Кедровий
- Південний Кедровий
- Заворотний
- Малий Солонцовий
- Великий Солонцовий
- Саган-Морян
- Покойники
- Титері
- Шартлай
- Анютка
- Ритий
- Кочериковський
- Хардо
- Ядор
- Кулгана
- Калтигей
- Арал
- Зама
- Зундук
- Хохе-Нахойтуй
- Хужир
- Ото-Хушун
- Ядиртуй
- Улан-Ханський
- Уюга
- Хадарта
- Улірба
- Онтхой
- Орсо
- Улан-Нур
- Хрестовський
- Бора-Єлга
- Голий
- Чорний
- Золотий Утьос
- Великий Колокольний
- Верхні Хомути
- Середні Хомути
- Нижні Хомути
- Роговик
- Ушканий
- Голоустний
- Кадильний
- Соболєв
- Товстий
- Святий
- Лиственничний
- Рогатка
- Бакланячий
- Товстий
- Івановський
- Половинний
- Кіркірей
- Стовпи
- Ангасольський

### Острів Ольхон
- Хобой
- Шунте-Лівий
- Шунте-Правий
- Іжимей
- Хара-Хушун
- Ухан
- Уншуй
- Умиш-Теме
- Шальнугай
- Хорин-Іргі
- Хальте
- Тутирхей
- Шара-Шумун
- Ташкай
- Шибетський
- Єлгай
- Хунгай
- Хужиртуй
- Татайський
- Скала-Шаманка
- Харанци
- Нюрганський
- Саса
- Зантик
- Хара-Хабсагайський
- Буту-Орса
- Саган-Хушур
- Хора-Ундур

## Затоки

### Східний берег
- Ангарський Сор
- Дагарська губа
- Фролиха (нерунда)
- Аяя
- Тукаларагди
- Бірая
- Хакуси
- Великий Самдакан
- Ширильди
- Малий Амнундакан
- Томпуда
- Великий Амнундакан
- Шегнанда
- Туркукіт
- Ширакі
- Іринда
- Біракан
- Якшакан
- Дугульдзери
- Давша
- Сосновка
- Чивиркуйська затока (Курбулікська)
- Маркова
- Баргузинська затока
- Каткова
- Безіменна
- Таланка
- Мала Суха
- Осташина
- Провал
- Гаряча Губа
- Харай-Іримська Губа
- Халметейська Губа
- Ключиха
- Малий Сор
- Сор-Запорна Губа
- Сор-Черкалово
- Малий Сор
- Сор
- Мамай
- Тань

### Західний берег
- Сеногда
- Онокочанська губа
- Слюдянська губа
- Богучанська губа
- Балтаханова
- Лударська губа
- Ілійська губа
- Горячинська губа
- Хари
- Болсодей (Баргунда)
- Мужинайська губа
- Велика Коса
- Мала Коса
- Засічна
- Заворотна
- Солонцова
- Покойники
- Киргалтей
- Нуга
- Кодовий
- Зундукська затока
- Карганте
- Шалба-Даїн-Ятор
- Мухур
- Усть-Анга
- Бегул
- Бірхин
- Пісочна
- Мала Пісочна
- Сінна
- Піщана
- Лиственнична затока
- Култук

### Острів Ольхон
- Шунте
- Хага-Яман
- Уланур
- Будиська Губа
- Харди-Аман
- Хул
- Шибетська затока
- Хужирська затока
- Сарайська затока
- Баян-Шунген
- Улан-Хушинська затока
- Нюрганська Губа
- Дарлатинська затока
- Налбан-Утхур
- Улар'я-Губа
- Хора-Ундурська затока
- Монгату-Утуг

## Протоки
- Мале Море
- Ольхонські Ворота
- Прорва

## Острови

### Східний берег
- Ярки
- Мільйонний
- Чаячи
- Лохматий
- Голий
- Білий Камінь
- Бакланячий
- Коврижка
- Великий Ушканячий
- Тонкий
- Малі Ушканячі
- Білий камінь
- Лиственичний
- Чаячий
- Карга-Баб'я
- Чаячий

### Західний берег
- Богучанський
- Ольхон
- Іжилхей
- Замогой
- Єдор
- Модото
- Харанци
- Огой
- Ольтрек
- Хібін
- Хунук
- Великий Тойнак
- Малий Тойнак
- Дирувата
- Бакланячий Камінь

## Півострови
- Святий Нос
- Карга

## Річки

### Східний берег
- Верхня Ангара
- Токшаки
- Біракан
- Фролиха (Нерунда)
- Бірая
- Ширильди
- Північний Амнундакан
- Томпуда
- Кодакта
- Шегнанда
- Іринда
- Урбікан
- Північний Біракан
- Кабаняча
- Заєзовочний
- Єзовка
- Куркавка
- Велика
- Дугульдзери
- Давша
- Південний Біракан
- Таркулік
- Одороченка
- Сосновка
- Межевий
- Кудалди
- Сніжний
- Шумиліха
- Громотуха
- Велика Черемшана
- Мала Черемшана
- Кедрова
- Мала Суха
- Великий Чивиркуй
- Безіменна
- Малий Чивиркуй
- Хрестовська
- Маршалиха
- Онгокон
- Маркова
- Зелененький
- Макарова
- Баргузин
- Духова
- Максимиха
- Громотуха
- Телегінський
- Каткова
- Єлісеєвський
- Безіменка
- Налимовка
- Турка
- Березовий
- Кіка
- Піщанка
- Таланчанка
- Черемшанка
- Мала Суха
- Земновська
- Капустинська
- Велика Зеленовська
- Балдакова
- Стволова
- Велика Суха
- Топка
- Загза
- Енхелук
- Великий Дулан
- Сегієвка
- Уймур
- Сира Молька
- Селенга
- Істок
- Велика Річка
- Толбажиха
- Абрамиха
- Велика Култушна
- Мантуриха (Мандриха)
- Гремучий
- Велика Тельна
- Мисовка
- Велика Осиновка
- Клюєвка
- Велика Івановка
- Мала Івановка
- Хрестовка
- Бистра
- Калтусна
- Болваниха
- Мишиха
- Велика Язовка
- Ушаковка
- Осиновка
- Половинка
- Куркавочна
- Переємна
- Безголовка
- Осиновка
- Шестипалиха
- Селенгушка
- Аносовка
- Куркавка
- Осиновка
- Видрина
- Малий Мамай
- Великий Мамай
- Осиновка
- Толбозиха
- Сніжна
- Малі Мангіли
- Великі Мангіли
- Паньковка
- Хара-Мірин
- Ширингаїха
- Семирічка
- Мала Осиновка
- Велика Осиновка
- Солзан
- Харлахта
- Красний
- Бабха
- Утулік
- Велика Куркавочна
- Безіменна
- Слюдянка
- Култучна

### Західний берег
- Кічера
- Сирий Молокон
- Тия
- Слюдянка
- Рель
- Горемика
- Гуїлга
- Гаряча
- Кіркула
- Молокон
- Мужинай
- Велика Коса
- Черемшанка
- Єлохин
- Сонця Падь
- Шартлай
- Ріти
- Хейрем
- Кочерикова
- Елігей
- Глибока Падь
- Зундук
- Улан-Хан
- Курма
- Сарма
- Хорга
- Кучулга
- Анга
- Хрестовський
- Таловка
- Бугульдейка
- Єловка
- Голоустна
- Велика Кадильна
- Нижня
- Велика Сінна
- Великі Коти
- Чорна
- Хрестовка
- Ангара*
- Великий Баранчик
- Велика Шумиха
- Івановка
- Велика Пономарьовка
- Велика Половинна
- Маритуй
- Шабартуй
- Велика Крута Губа
- Ліва Ангасолка

Примітка: * — річка витікає

## Населені пункти

### Бурятія

#### Північно-Байкальський район
- Тала*
- Байкальське
- Сєверобайкальськ
- Нижньоангарськ
- Токшаки*
- Хакуси*
- Давша

#### Баргузинський район
- Чивиркуй
- Катунь
- Курбулік (Покойники)
- Глинка*
- Максимиха
- Катково*

#### Прибайкальський район
- Безим'янка*
- Горячинськ
- Турка
- Гремячинськ

#### Кабанський район
- Балдаково*
- Суха
- Енхелук
- Новий Енхелук
- Оймур
- Дубиніно
- Істоміно
- Істок
- Посольське
- Боярський
- Мантуриха
- Бабушкін
- Клюєвка
- Мишиха
- Мишиха
- Прибой
- Малиновка
- Переємна
- Танхой
- Осиновка
- Кедрова
- Річки Видрино
- Видрино

### Іркутська область

#### Ольхонський район
- Заворотна
- Курма
- Сарма
- Шида
- Кулура
- Сахюрта
- Ая
- Бугульдейка

##### На острові Ольхон
- Піщана
- Халгай (Улан-Хушин)
- Харанци
- Хужир
- Малий Хужир (Маломорськ)
- Ялга
- Хадай
- Ташкай*

#### Іркутський район
- Харгино*
- Велике Голоустне
- Великі Коти
- Листвянка

#### Слюдянський район
- Байкал
- Лиственничний
- Велика Шумиха
- Мала Шумиха
- Пономарьовка
- Половинна
- Маритуй
- Баклань
- Шабартуй*
- Шарижалгай
- Хабартуй
- Стара Ангасолка
- Култук
- Шаманка
- Слюдянка
- Сухий Ручей
- Буровщина
- Муравей
- Мангутай
- Утулік
- Бабха
- Байкальськ
- Солзан
- Дистанція 5-а
- Мурино
- Паньковка 1-а
- Новосніжна